# Vatovaea
Vatovaea es un género de plantas con flores con dos especies perteneciente a la familia Fabaceae.

## Especies seleccionadas
- Vatovaea biloba
- Vatovaea pseudolablab